# Don Bonker

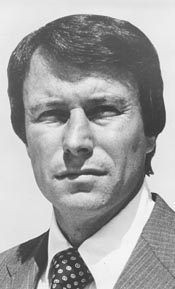
Don Bonker

Don Leroy Bonker (* 7. März 1937 in Denver, Colorado; † 30. Mai 2023 in Silverdale, Washington) war ein US-amerikanischer Politiker. Zwischen 1975 und 1989 vertrat er den Bundesstaat Washington im US-Repräsentantenhaus.

## Werdegang
Don Bonker besuchte die öffentlichen Schulen in Westminster. Danach studierte er bis 1962 am Clark College in Vancouver (Washington), dann bis 1964 am Lewis & Clark College in Portland (Oregon). Außerdem studierte er noch an der American University in der Bundeshauptstadt Washington. Zwischenzeitlich war er von 1955 bis 1959 Mitglied der US-Küstenwache. Zwischen 1966 und 1974 arbeitete Bonker als Revisor im Clark County. In den Jahren 1964 und 1965 gehörte er zum Stab der US-Senatorin Maurine Brown Neuberger aus Oregon.
Bonker wurde Mitglied der Demokratischen Partei. 1972 bewarb er sich erfolglos um das Amt des Secretary of State von Washington. In den Jahren 1968 und 1970 war er Delegierter auf den regionalen demokratischen Parteitagen dieses Staates. Bei den Kongresswahlen des Jahres 1974 wurde er im dritten Wahlbezirk seines Staates in das US-Repräsentantenhaus in Washington D.C. gewählt, wo er am 3. Januar 1975 die Nachfolge von Julia Butler Hansen antrat. Nach sechs Wiederwahlen konnte er bis zum 3. Januar 1989 sieben Legislaturperioden im Kongress absolvieren. Dort war er zeitweise Mitglied im Auswärtigen Ausschuss sowie Vorsitzender des Unterausschusses für internationale Wirtschaftspolitik und Handel.
1988 verzichtete Don Bonker auf eine erneute Kandidatur für das US-Repräsentantenhaus. Stattdessen bewarb er sich in diesem Jahr wie auch noch einmal 1992 erfolglos um die Nominierung seiner Partei für die Wahlen zum US-Senat. Zuletzt war Bonker Vorstandsvorsitzender des International Management and Development Institute. Er war auch im Vorstand der Stiftung für russisch-amerikanische Geschäftsbeziehungen.